# 道家孝行
道家 孝行（どうけ たかゆき、1949年7月22日 - 2013年5月7日） は、日本の地方公務員、技術士。東京都建設局長を経て、5年間空席となっていた技術系のトップの東京都技監を務めた。

## 人物・経歴
1974年中央大学理工学部土木工学科卒業、東京都庁入庁、建設局第一建設事務所工事課。2000年東京都建設局第二建設事務所長。2002年東京都交通局技術管理担当部長。2003年東京都都市計画局都市基盤部外かく環状道路担当部長。2004年東京都都市整備局外かく環状道路担当部長。2005年東京都建設局道路建設部長。2006年東京都建設局道路監。2007年から東京都建設局長を務め、マイスター制度の創設などを行った。2009年からは5年間空席となっていた東京都庁技術系トップ東京都技監を兼務。2010年首都高速道路常務取締役（サービス推進、事業開発部門）。技術士（建設部門）。中央大学土木・都市環境学科同窓会副会長も務めた。趣味はラグビー。
2013年死去、63歳没。